# 紫明通
紫明通（しめいどおり）は、京都市北区南部の東西の通りの一つ。加茂街道から西やや南へ向い、南に曲がって堀川通に接続する。延長が短いため交通量は少ない。
第二次世界大戦中の防火帯設置のための強制疎開により、堀川通や五条通と同様に道幅は広い。もともと蹴上から松ヶ崎、下鴨を経て、賀茂川をサイフォンでくぐり、堀川へ抜ける琵琶湖疏水分線の経路の一部であったのだが、戦後の河川整備によって水路が閉じられていた。
2002年度から堀川水辺環境整備事業という名称で、琵琶湖疏水分線の水を使った親水公園を中央分離帯に整備する計画がスタートした。2009年3月29日に通水式典が行われるとともに通水が開始され、堀川の水流が復活した。

## 公共交通
加茂街道と烏丸通の間には京都市営バスの路線がある。

## 沿道の主な施設
- 京都府部落解放センター 烏丸通角
- 社会保険京都病院
- 上京年金事務所 烏丸通上ル
- 大谷大学グラウンド 烏丸通上ル
- 紫明会館（京都教育大学同窓会館）
- 中川フォトギャラリー
- 京都教育大学附属京都小中学校 新町通上ル
- 淡交社 堀川通角
- SCREENホールディングス 堀川通角
- コタニジュエル 烏丸紫明東入ル

## 交差する道路
- 上側が東側、下側が西側。左側が北側、右側が南側。
- 交差する道路の特記がないものは市道。

| 交差する道路 北←<紫明通>→南       | 交差する道路 北←<紫明通>→南       | 交差する場所 |                  |
| --------------------------------- | --------------------------------- | ------------ | ---------------- |
| <加茂街道>                        | <加茂街道>                        | 加茂街道紫明 | 東↑ ∧紫明通∨ ↓西 |
| -                                 | ［寺町通>                         |              | 東↑ ∧紫明通∨ ↓西 |
| 国道367号 <烏丸通>                | 国道367号 <烏丸通>                | 烏丸紫明     | 東↑ ∧紫明通∨ ↓西 |
| <上総通>                          |                                   |              | 東↑ ∧紫明通∨ ↓西 |
| <室町通>                          |                                   |              | 東↑ ∧紫明通∨ ↓西 |
| <衣棚通］                         |                                   |              | 東↑ ∧紫明通∨ ↓西 |
| <新町通>                          |                                   |              | 東↑ ∧紫明通∨ ↓西 |
| <油小路通］                       | ［鞍馬口通> 下鴨神社方面          |              | 東↑ ∧紫明通∨ ↓西 |
| -                                 | ［小川通>                         |              | 東↑ ∧紫明通∨ ↓西 |
| 府道38号京都広河原美山線 <堀川通> | 府道38号京都広河原美山線 <堀川通> | 堀川紫明     | 東↑ ∧紫明通∨ ↓西 |
| <鞍馬口通>金閣寺方面              |                                   |              | 東↑ ∧紫明通∨ ↓西 |